# Dorfkirche Serwest

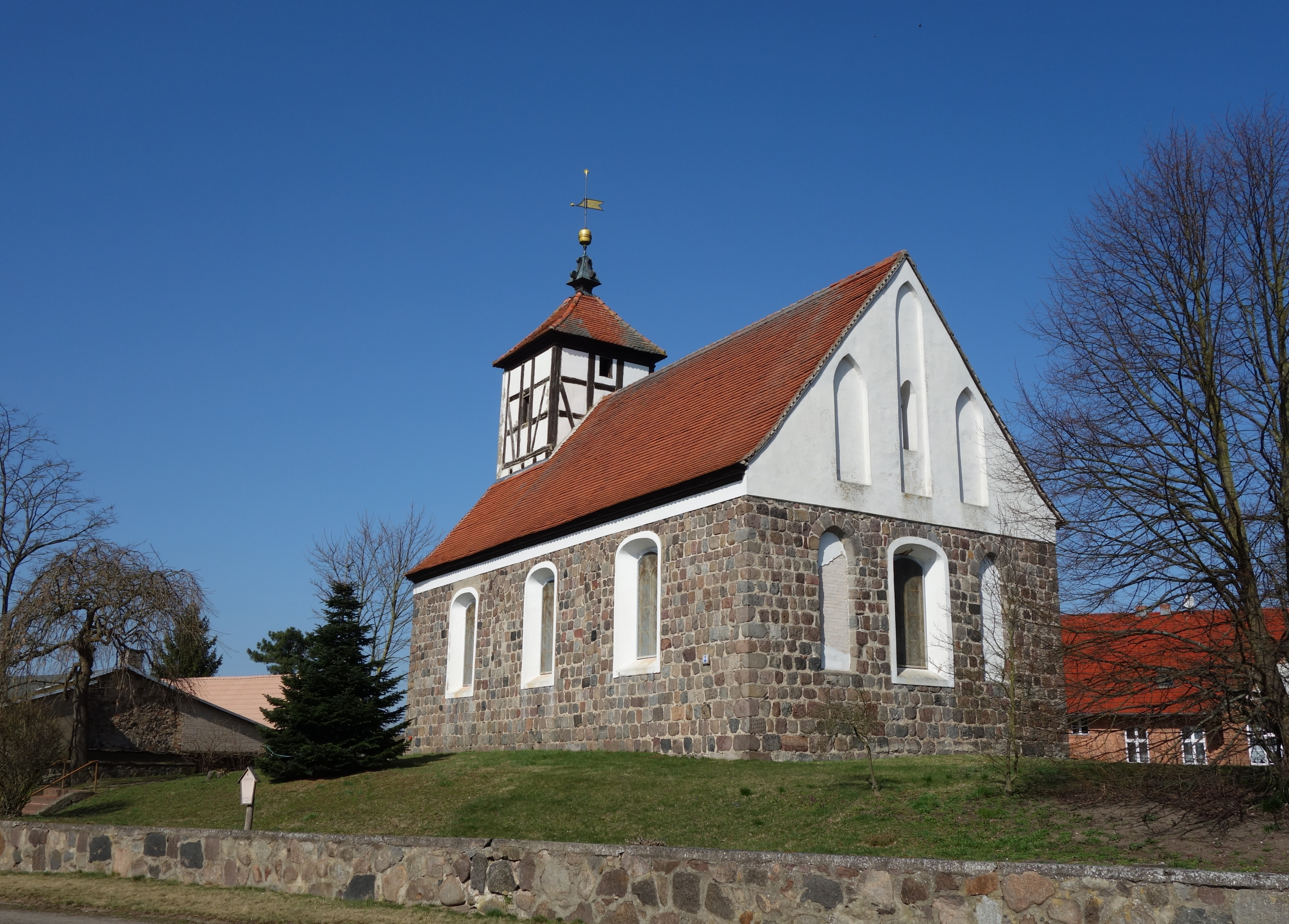
Südostansicht der Serwester Dorfkirche

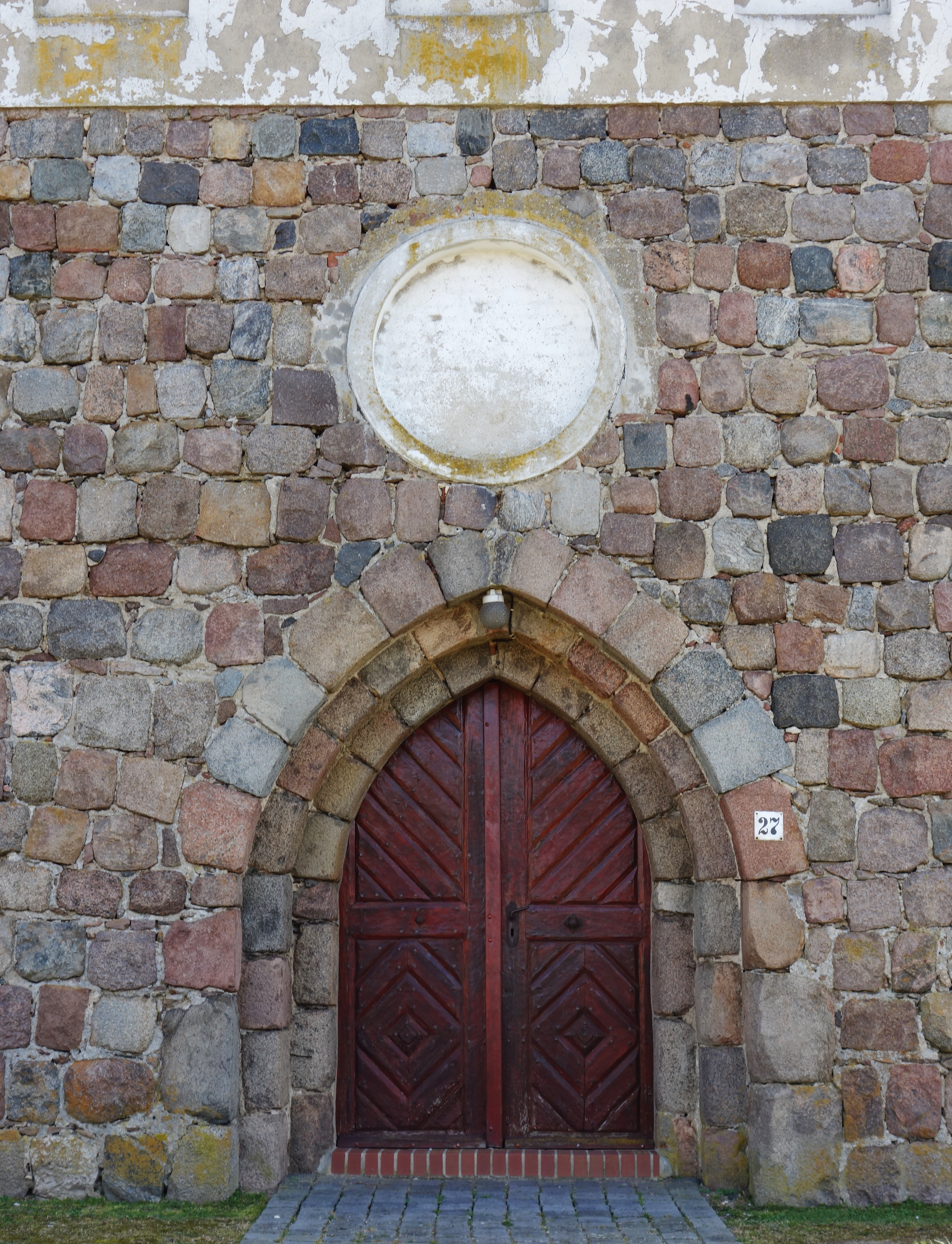
Westportal

Die Dorfkirche Serwest ist ein Kirchengebäude im Ortsteil Serwest der Gemeinde Chorin  im Landkreis Barnim  des deutschen Bundeslandes Brandenburg.

## Architektur
Die kleine Saalkirche aus Feldstein mit Rechteckchor wurde in der zweiten Hälfte des 13. Jahrhunderts errichtet. Sie verfügt über ein zweifach gestuftes, spitzbogiges Westportal und zwei Nordportale, wobei letztere inzwischen geschlossen wurden. Die ursprünglichen Fenster sind ebenfalls größtenteils vermauert. Die verbliebenen Fenster wurden mit der Zeit korbbogig erweitert. Im Ost- und im Westgiebel der Kirche finden sich jeweils drei gestaffelte Lanzettblenden. 1728 wurde der Fachwerkturm mit Zeltdach ergänzt. Eine Sanierung fand zwischen 1905 und 1907 statt.

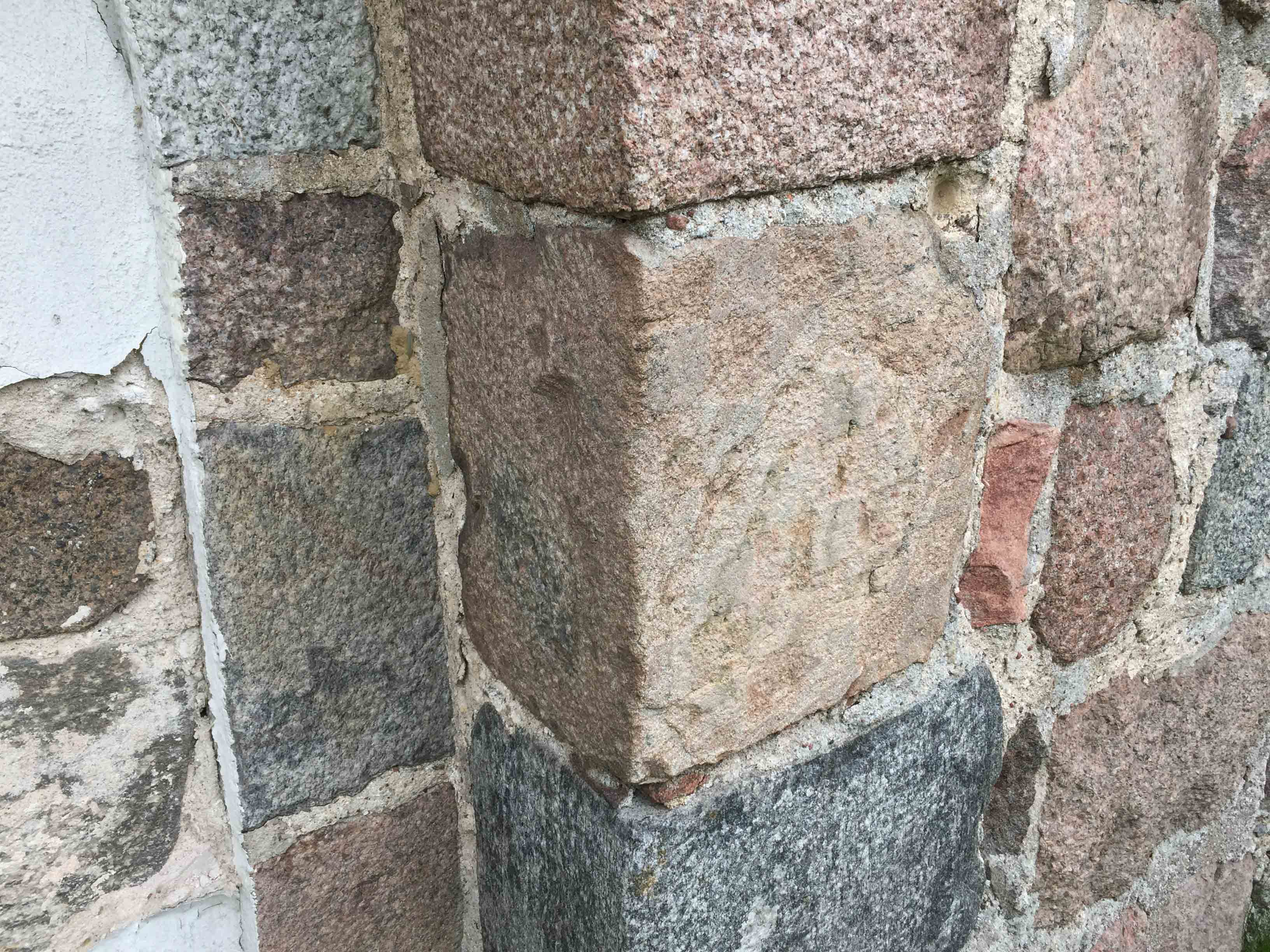
Schachbrettstein am Nordportal

Am östlichen der beiden Nordportale und an der Südostecke des Kirchenschiffs befindet sich jeweils ein Schachbrettstein.

## Innengestaltung
Das Innere ist durch eine Putzdecke auf einer Voute geschlossen und mit einer Westempore aus dem 18. Jahrhundert versehen. Die Orgel ist ein Werk von Albert Kienscherf aus dem Jahr 1905 mit sechs Registern auf einem Manual und Pedal, das im Jahr 1923 durch dieselbe Firma restauriert wurde. Die Glocke im Turm wurde 1596 von Heinrich Borstelmann gegossen.